# Panic Disorder Severity Scale
Die Panic Disorder Severity Scale (PDSS) ist ein Fragebogen, um die Panikschwere über Fremdbeobachtung festzustellen. Der Fragebogen stammt von Shear und Mitarbeitern aus dem Jahr 1997. Er besteht aus 7 Fragen. Zumindest in englischer Sprache gibt es eine Fassung zur Selbstbeurteilung (PDSS-SR). Die Antworten können mit Werten von 0 bis 4 kodiert werden. Es können also Gesamtwerte zwischen 0 und 28 erreicht werden, wobei die Autoren für die englischsprachige Version bereits Werte ab 8 als Grenzwert für eine klinisch relevante Störung vorschlagen. Die Bearbeitungszeit wird auf 15 Minuten geschätzt. Der Test wird in der S3-Leitlinie Angststörungen empfohlen.
Erfragt wird:
- Häufigkeit von Panikattacken
- die Stärke des Distress
- die Stärke der antizipatorischen Angst
- die Stärke des Vermeidungsverhaltens
- die Stärke der Beeinträchtigung